# Parafia św. Wawrzyńca w Pradze
Parafia św. Wawrzyńca w Pradze – główna parafia Kościoła Starokatolickiego w Republice Czeskiej. Proboszczem parafii jest bp Dušan Hejbal. Nabożeństwa w katedrze sprawowane są w piątek o godz. 17.00 (od wiosny do zimy), w kaplicy św. Krzyża w niedzielę o godz. 17.00, we wtorek o godz. 18.00 i w czwartek o 18.30 (w roku akademickim) oraz w Kaplicy Świętej Rodziny w czwartek o godz. 18.00.
W Pradze swoją siedzibę mają jeszcze starokatolicka parafia św. Marii Magdaleny oraz parafia św. Klemensa.

## Historia
Historia starokatolicyzmu w Pradze rozpoczęła się w 1899, kiedy zostało odprawione pierwsze nabożeństwo starokatolickie dla grona sześćdziesięciu osób. Działalność misyjną na terenie miasta prowadził Kościół Starokatolicki Austrii, reprezentowany przez ks. Franciszkę Iskę. Wspólnota zyskiwała wiernych, na Zesłanie Ducha Świętego w 1900 we mszy św. uczestniczyło tysiąc zwolenników. Ks. Iska pragnął powołania dla Czechów Kościoła Starokatolickiego, ale w środowisku Austro-Węgier czeski nacjonalizm nie był mile widziany. Prześladowany przez władze państwowe ks. Iska wyjechał za granicę i rozpoczął pracę w Polskim Narodowym Kościele Katolickim. W dalszych latach, szczególnie w okresie międzywojennym w parafii pracowała liczna grupa duchownych. Po II wojnie światowej w wyniku wysiedlania Niemców z terenów obecnych Czech i tym samym wyludnienia parafii starokatolickich, praska parafia stała się najliczniejszą i najbardziej skonsolidowaną wspólnotą – w mieście ustanowiono stolicę Kościoła Starokatolickiego w Czechosłowacji. W latach 1948–1968 starokatolicy nie mogli działać i życie parafialne w Pradze faktycznie zamarło. Praska wiosna przyniosła pewnego rodzaju swobodę w działalności religijnej. Od 1970 roku parafia znowu musiała działać w podziemiu. Od 1989 parafia działa jawnie. Od 11 listopada 1995 kościół św. Wawrzyńca ponownie stanowi katedrę Kościoła i jest siedzibą biskupa, wcześniej był to kościół rzymskokatolicki.